# يان دي بور
يان دي بور (بالهولندية: Jan de Boer)‏ (29 أغسطس 1898 بأسن في هولندا - 1 يوليو 1988 بأمستردام في هولندا) هو لاعب كرة قدم هولندي في مركز حراسة المرمى، شارك في الألعاب الأولمبية الصيفية 1924 والألعاب الأولمبية الصيفية 1928. وشارك مع منتخب هولندا لكرة القدم. أما مع النوادي، فقد لعب مع أياكس أمستردام.

## روابط خارجية
- يان دي بور على موقع قاعدة بيانات كرة القدم.إي يو (الإنجليزية)
- يان دي بور على موقع ناشيونال فوتبول تيمز (الإنجليزية)
- يان دي بور على موقع عالم كرة القدم.نت (الإنجليزية)
- يان دي بور على موقع أوليمبيديا (الإنجليزية)